# 目名車站
目名車站（日语：／ Mena eki */?）是一由北海道旅客鐵道（JR北海道）所經營的鐵路車站，位於日本北海道磯谷郡蘭越町，是JR北海道函館本線沿線的一個無人車站，屬於JR北海道本社（札幌總部）的直轄車站之一，由俱知安車站負責代管。

## 簡介
目名車站是函館本線上由JR北海道本社管轄的諸車站中，最南端的一個，其與隔鄰的熱郛之間是JR北海道本社與函館支社之間的管轄範圍交界。在過去目名設有列車會車時所需的相關設備，但曾一度因為利用率太低而拆除，2000年時有珠山火山爆發導致室蘭本線部分路段封閉，許多行駛於其上的特急列車或貨運列車皆繞道函館本線（長萬部～札幌間路段）行駛，但卻因會車設備不足而導致許多班次被迫停開。因此為了作為室蘭本線在發生類似災變時的備用繞路路線，目名車站的相關設備又再這種需求之下重新裝回。
在1904年車站初啟用時，本站原名磯谷，但在隔年（1905年）時改為現名。
在1984年之前，目名與隔鄰的熱郛車站之間曾設有一上目名車站，但該站早已因利用率過低而廢站，留下兩站之間超過15公里以上的長區間間隔。

## 車站構造
片面月台1面2線的地面車站。一線貫通構造，月台只限面向站舍一側設置軌道。俱知安站管理的無人站。

## 相鄰車站
北海道旅客鐵道（JR北海道）
■函館本線
熱郛（S29）－目名（S28）－蘭越（S27）